# Karabin T65
T65 (聯勤, Typ 65) – karabin szturmowy produkowany na Tajwanie przez Combined Service Forces jako broń dla wojska Republiki Chińskiej. Wzorem patentowym był amerykański karabin AR-18, a indeks 65 ma oznaczać „65 rok republiki” (1976). Karabin ten jest używany także przez wojska Salwadoru, Haiti oraz Panamy.